# Rekem

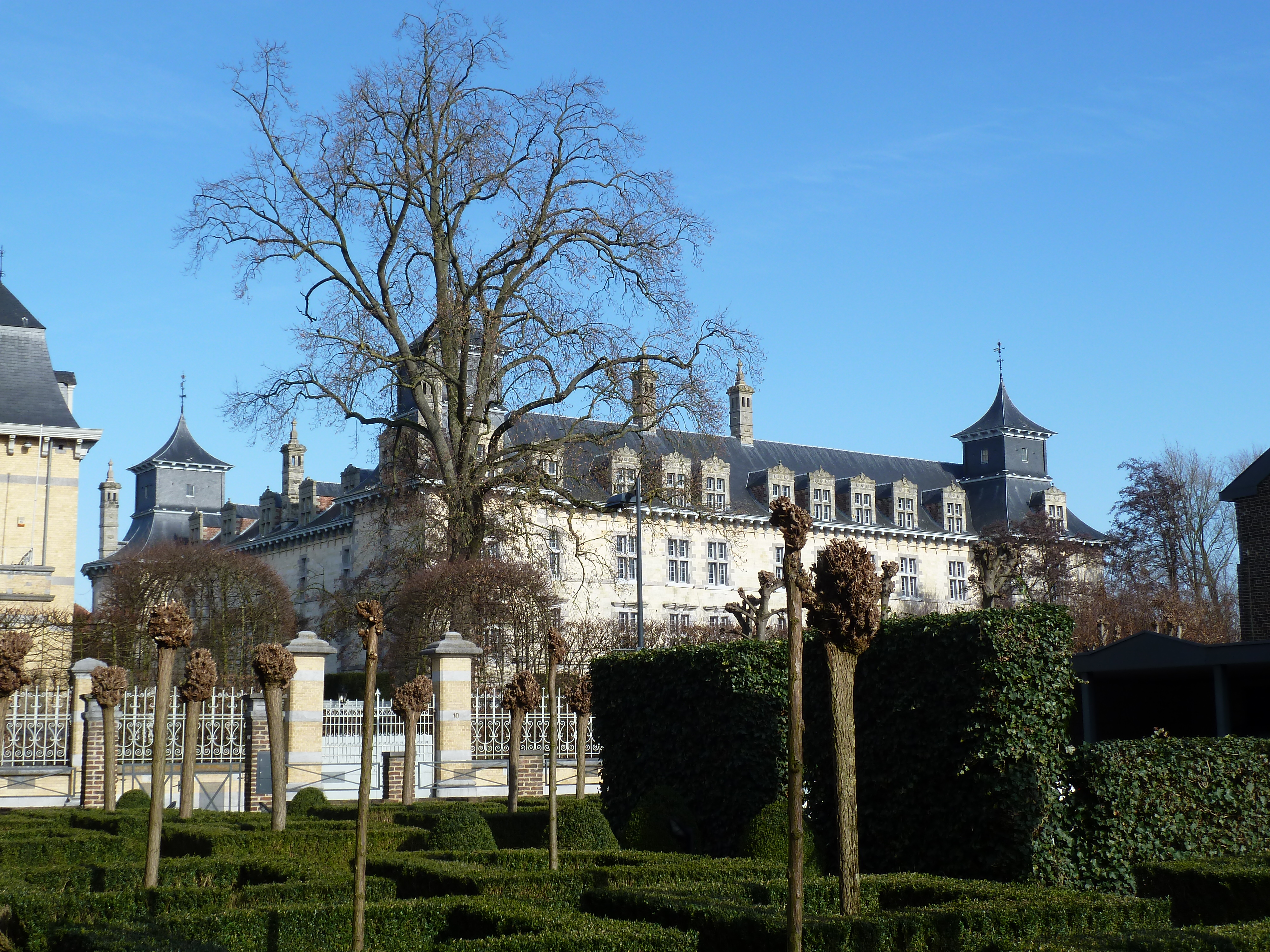
Renaissance-Schloss Rekem

Rekem  (deutsch Reckheim) ist eine Teilgemeinde von Lanaken in der Provinz Limburg in Belgien.

## Geschichte
Reckheim (seit 1938 Rekem) war Hauptort der Grafschaft Reckheim, die zum Niederrheinisch-Westfälischen Reichskreis gehörte.

### Übersicht über die Reichsgrafen
| Regierungsjahre | Name                     | geboren            | gestorben              | Familienverhältnis |
| --------------- | ------------------------ | ------------------ | ---------------------- | ------------------ |
| 1623–1636       | Ernst                    | 1583               | 24. August 1636        |                    |
| 1636–1665       | Ferdinand                | 1611               | 24. August 1665, Rekem | Sohn               |
| 1665–1703       | Maximiliaan Frans Gobert | 28. Januar 1649    | 1703                   | Sohn               |
| 1703–1708       | Ferdinand Gobert         | 1643               | 1. Februar 1708        | Bruder             |
| 1708–1720       | Jozef Gobert             |                    | 1720                   | Sohn               |
| 1720–1750       | Karel Gobert Frans       | 21. November 1703  | 24. November 1749/50   | Bruder             |
| 1750–1792       | Johan Nepomuk Gobert     | 1732               | 1792                   | Sohn               |
| 1792–1795       | Johan Nepomuk Gobert     | 22. September 1757 | 19. September 1819     | Sohn               |

Das Kirchdorf Oud-Rekem wurde am 29. Mai 2008 durch den Tourismusverband Flandern zum „schönsten Dorf von Flandern“ gekürt.

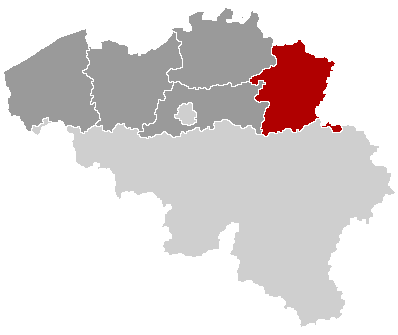
Provinz Limburg in Belgien
Lage von Rekem (Lanaken)

## Bekannte Rekemer
- Eric Gerets, Ex-Fußballer und bis September 2012 Trainer der Marokkanischen Fußballnationalmannschaft.